# Dicarbonate de diméthyle
Le dicarbonate de diméthyle (DMDC) ou pyrocarbonate de diméthyle est un composé organique de la famille des esters de carbonate. Il est utilisé comme additif alimentaire (E242) pour la conservation des boissons et n'affecte ni le goût, ni l'odeur, ni la couleur.

## Structure et propriétés

### Structure
Le DMDC est composé de 2 carbonates de diméthyle attachés par un oxygène. Sa formule chimique est C4H6O5. Il a la même formule brute que l'acide malique, mais sa structure et ses propriétés chimiques sont complètement différentes.

### Propriétés physiques
Le DMDC est un liquide incolore soluble dans l'eau (3,65 %) et miscible dans le toluène.
Le DMDC est sous forme solide en dessous de 16  à   18 °C et se vaporise vers les 172 °C.

### Propriétés chimiques

#### Hydrolyse
En présence d'eau, le DMDC s'hydrolyse complètement et rapidement. Sa décomposition conduit à la formation de dioxyde de carbone (CO2) et de méthanol.
DMDC + H2O → 2CH3OH + 2CO2
À pH compris entre 2 et 6, la vitesse d'hydrolyse est indépendante de la concentration de l'ion hydronium et de la présence de CO2 (boisson carbonée) mais dépendante de la température :
- à 20 °C, la demi-vie du DMDC est de 17 minutes,
- à 10 °C, l'hydrolyse est complète après 4 heures et 20 minutes,
- à 20 °C, après 80 minutes, plus de 6 demi-vies soit env. 99% disparus
- à 30 °C, après 50 minutes.

L'hydrolyse se produit dès que le DMDC est en présence d'eau, ainsi il se décompose donc dans toutes les boissons alimentaires.

#### Autres réactions
Le DMDC peut réagir sur les groupes hydroxyle, aminé, et thiol des composés présents dans la boisson (polyphénols, acides aminés, glucides, acides) cependant les produits créés sont en trop faible quantité pour être détectés.

### Propriété stérilisante
Le DMDC agit sur les enzymes glutamate décarboxylase et acétate kinase des microorganismes présents dans la boisson en les inactivant. À un pH physiologique, le DMCM réagit de préférence avec l'acide aminé histidine en le méthoxycarbonylant.
Ainsi, le DMDC détruit les levures et les bactéries de fermentation lorsqu'il est utilisé à faible concentration. À forte dose il détruit ou inactive les bactéries plus pathogènes, les champignons et certains virus.
Dans une étude sur le vin, le DMDC, à sa concentration la plus élevée, était un conservateur efficace pour contrôler les levures de fermentation, mais il était moins efficace contre les bactéries Lactobacillus et Acetobacter.

## Application
Le DMDC est principalement utilisé comme agent conservateur (E242) dans les boissons aromatisées sans
alcool, les vins sans alcool et concentré liquide de thé. Sa concentration est limitée à 250 mg·l-1.
Dans les vins, il est utilisé pour les stériliser et éliminer ou réduire les levures brettanomyces.
Dans les autres boissons, il permet la réduction de la concentration des autres conservateurs tels que le sorbate de potassium et le benzoate de sodium. Le DMDC est vendu par la société Lanxess sous le nom commercial Velcorin®.

## Réglementation

### Europe
Le DMDC est utilisé en Allemagne dans les boissons sucrées sans alcool depuis 1978.
Depuis 1995, il est autorisé dans les boissons aromatisées sans alcool, les vins sans alcool et concentrés liquides de thé. En octobre 2005, le Comité économique et social européen a donné un avis favorable pour l'utilisation du DMDC en tant que nouvelle pratique œnologique pour réduire l'utilisation du dioxyde de soufre. Deux mois plus tard, le DMDC est autorisé en Europe dans les pratiques et traitements œnologiques afin d'assurer la stabilisation microbiologique du vin en bouteille contenant des sucres fermentescibles. Son utilisation est limitée à 200 mg·l-1 dans le vin.5 g·l-1. Jusqu'à présent, l'utilisation était autorisée à partir d'une teneur en sucres résiduels de 5 g/l de vin, selon le dernier règlement (CE) n° 315/2012 (Annexe 6), le DMDC ne peut être utilisé que pour les demi-secs, vins moelleux et liquoreux. D'abord considéré comme auxiliaire technologique, il n'était pas demandé de spécifier son utilisation dans la liste des ingrédients, il est maintenant nécessaire de le mentionner au même titre que les autres additifs.

### USA
Le DMDC est autorisé dans les vins aux États-Unis par la Food and Drug Administration depuis octobre 1988. Son taux de concentration ne devant pas dépasser 200 ppm. Il est considéré comme un agent de procédé par la FDA ainsi il n'apparait pas sur la liste des ingrédients. Dans d'autres boissons comme les boissons non alcoolisées, le cidre ou le hard seltzer, l'ajout de 250 ppm est autorisé.

### Reste du monde
En Nouvelle-Zélande et en Australie, le DMDC est approuvé comme conservateur pour les vins.
Le codex alimentarius limite l'utilisation du DMC à 200 ppm dans les vins et hydromels et à 250 ppm dans les cidres, et boissons à base de cafés, thés, infusions et boissons aromatisées.

## Production
Le DMDC est commercialisé sous la marque Velcorin® par la société Lanxess. Il doit avoir un degré de pureté minimum de 99,8 % et contenir moins de 0,2 % de carbonate de diméthyle.

## Précaution d'emploi
La manipulation de DMDC pur implique dans les usines d'embouteillage des mesures strictes de sécurité.

### Phrases de risque et conseil de prudence
Le DMDC est corrosif pour les yeux et la peau et toxique par inhalation et ingestion. Il doit être conservé dans des containers à l’abri de l'humidité.
En l'absence d'eau la DMDC se conserve à 20–30 °C pour un an.

T-Toxique

| Exposé des risques et mesures de sécurité | Exposé des risques et mesures de sécurité                                                                                     |
| ----------------------------------------- | --- |
| R: 22                                     | Nocif en cas d'ingestion. |
| R: 23                                     | Toxique par inhalation. |
| R: 34                                     | Provoque des brûlures. |
| S: 18                                     | Manipuler et ouvrir le récipient avec prudence                                                                                |
| S: 26                                     | En cas de contact avec les yeux, laver immédiatement et abondamment avec de l'eau et consulter un spécialiste.                |
| S: 28                                     | Après contact avec la peau, se laver immédiatement et abondamment avec ... (produits appropriés à indiquer par le fabricant). |
| S: 36/37/39                               | Porter un vêtement de protection approprié, des gants et un appareil de protection des yeux/du visage.                        |
| S: 38                                     | En cas de ventilation insuffisante, porter un appareil respiratoire approprié.                                                |
| S: 45                                     | En cas d'accident ou de malaise, consulter immédiatement un médecin (si possible, lui montrer l'étiquette).                   |
| 224-859-8                                 | Étiquetage CE. |